# Agosta
Agosta là một đô thị ở tỉnh Roma, vùng Latium của Italia, nằm ở vị trí khoảng 45 km về phía đông của Roma. Vào thời điểm ngày 31 tháng 12 năm 2004, đô thị này có dân số 1.649 người và diện tích là 9,5 km².
Đô thị Agosta có các frazioni (các đơn vị trực thuộc, chủ yếu là thôn làng) Madonna della Pace, Le Selve, Cacino, Tostini, Il Barco, và La Vasca.
Agosta giáp các đô thị: Canterano, Cervara di Roma, Marano Equo, Rocca Canterano, Subiaco.